# Lista di asteroidi (299001-300000)
Di seguito una lista di asteroidi dal numero 299001 al 300000 con data di scoperta e scopritore.

## 299001-299100
| Nome             | Designazione provvisoria | Data di scoperta | Scopritore               |
| ---------------- | ------------------------ | ---------------- | ------------------------ |
| 299001 -         | 2004 XH80                | 10 dicembre 2004 | LINEAR                   |
| 299002 -         | 2004 XN87                | 9 dicembre 2004  | CSS                      |
| 299003 -         | 2004 XP87                | 9 dicembre 2004  | CSS                      |
| 299004 -         | 2004 XD88                | 9 dicembre 2004  | Spacewatch               |
| 299005 -         | 2004 XJ92                | 11 dicembre 2004 | LINEAR                   |
| 299006 -         | 2004 XW96                | 11 dicembre 2004 | Spacewatch               |
| 299007 -         | 2004 XA100               | 12 dicembre 2004 | Spacewatch               |
| 299008 -         | 2004 XQ104               | 10 dicembre 2004 | LINEAR                   |
| 299009 -         | 2004 XD106               | 11 dicembre 2004 | LINEAR                   |
| 299010 -         | 2004 XT111               | 9 dicembre 2004  | CSS                      |
| 299011 -         | 2004 XO129               | 15 dicembre 2004 | Spacewatch               |
| 299012 -         | 2004 XH135               | 15 dicembre 2004 | LINEAR                   |
| 299013 -         | 2004 XC136               | 15 dicembre 2004 | LINEAR                   |
| 299014 -         | 2004 XT143               | 9 dicembre 2004  | Spacewatch               |
| 299015 -         | 2004 YB4                 | 16 dicembre 2004 | Spacewatch               |
| 299016 -         | 2004 YC4                 | 16 dicembre 2004 | Spacewatch               |
| 299017 -         | 2004 YX6                 | 18 dicembre 2004 | Mt. Lemmon Survey        |
| 299018 -         | 2004 YK21                | 18 dicembre 2004 | Mt. Lemmon Survey        |
| 299019 -         | 2004 YD24                | 16 dicembre 2004 | Spacewatch               |
| 299020 Chennaoui | 2005 AR3                 | 5 gennaio 2005   | Ory, M.                  |
| 299021 -         | 2005 AW3                 | 1º gennaio 2005  | CSS                      |
| 299022 -         | 2005 AP12                | 6 gennaio 2005   | CSS                      |
| 299023 -         | 2005 AO15                | 7 gennaio 2005   | LINEAR                   |
| 299024 -         | 2005 AU15                | 6 gennaio 2005   | LINEAR                   |
| 299025 -         | 2005 AK16                | 6 gennaio 2005   | LINEAR                   |
| 299026 -         | 2005 AL17                | 6 gennaio 2005   | LINEAR                   |
| 299027 -         | 2005 AO18                | 7 gennaio 2005   | LINEAR                   |
| 299028 -         | 2005 AS26                | 13 gennaio 2005  | Lowe, A.                 |
| 299029 -         | 2005 AU27                | 11 gennaio 2005  | LINEAR                   |
| 299030 -         | 2005 AJ31                | 11 gennaio 2005  | LINEAR                   |
| 299031 -         | 2005 AQ37                | 13 gennaio 2005  | Spacewatch               |
| 299032 -         | 2005 AT37                | 13 gennaio 2005  | Spacewatch               |
| 299033 -         | 2005 AH40                | 15 gennaio 2005  | LINEAR                   |
| 299034 -         | 2005 AN41                | 15 gennaio 2005  | LINEAR                   |
| 299035 -         | 2005 AT51                | 13 gennaio 2005  | CSS                      |
| 299036 -         | 2005 AV52                | 13 gennaio 2005  | Spacewatch               |
| 299037 -         | 2005 AU55                | 15 gennaio 2005  | LINEAR                   |
| 299038 -         | 2005 AJ58                | 15 gennaio 2005  | LINEAR                   |
| 299039 -         | 2005 AW61                | 15 gennaio 2005  | Spacewatch               |
| 299040 -         | 2005 AC66                | 13 gennaio 2005  | Spacewatch               |
| 299041 -         | 2005 AR66                | 13 gennaio 2005  | Spacewatch               |
| 299042 -         | 2005 AA80                | 15 gennaio 2005  | Spacewatch               |
| 299043 -         | 2005 BL                  | 16 gennaio 2005  | Yeung, W. K. Y.          |
| 299044 -         | 2005 BC4                 | 16 gennaio 2005  | Spacewatch               |
| 299045 -         | 2005 BG10                | 16 gennaio 2005  | Spacewatch               |
| 299046 -         | 2005 BP13                | 17 gennaio 2005  | Spacewatch               |
| 299047 -         | 2005 BU18                | 16 gennaio 2005  | Spacewatch               |
| 299048 -         | 2005 BH42                | 16 gennaio 2005  | Veillet, C.              |
| 299049 -         | 2005 BL49                | 17 gennaio 2005  | Spacewatch               |
| 299050 -         | 2005 BS49                | 18 gennaio 2005  | CSS                      |
| 299051 -         | 2005 CB3                 | 1º febbraio 2005 | CSS                      |
| 299052 -         | 2005 CT4                 | 1º febbraio 2005 | CSS                      |
| 299053 -         | 2005 CP5                 | 1º febbraio 2005 | NEAT                     |
| 299054 -         | 2005 CJ8                 | 1º febbraio 2005 | CSS                      |
| 299055 -         | 2005 CK8                 | 1º febbraio 2005 | CSS                      |
| 299056 -         | 2005 CE13                | 2 febbraio 2005  | Spacewatch               |
| 299057 -         | 2005 CE15                | 2 febbraio 2005  | Spacewatch               |
| 299058 -         | 2005 CW16                | 2 febbraio 2005  | LINEAR                   |
| 299059 -         | 2005 CP20                | 2 febbraio 2005  | CSS                      |
| 299060 -         | 2005 CH29                | 1º febbraio 2005 | Spacewatch               |
| 299061 -         | 2005 CE31                | 1º febbraio 2005 | Spacewatch               |
| 299062 -         | 2005 CC34                | 2 febbraio 2005  | Spacewatch               |
| 299063 -         | 2005 CK36                | 3 febbraio 2005  | LINEAR                   |
| 299064 -         | 2005 CG48                | 2 febbraio 2005  | LINEAR                   |
| 299065 -         | 2005 CM49                | 2 febbraio 2005  | CSS                      |
| 299066 -         | 2005 CB50                | 2 febbraio 2005  | LINEAR                   |
| 299067 -         | 2005 CL53                | 3 febbraio 2005  | LINEAR                   |
| 299068 -         | 2005 CH60                | 13 gennaio 2005  | LINEAR                   |
| 299069 -         | 2005 CD66                | 9 febbraio 2005  | LINEAR                   |
| 299070 -         | 2005 CS66                | 9 febbraio 2005  | Mt. Lemmon Survey        |
| 299071 -         | 2005 CW76                | 9 febbraio 2005  | LONEOS                   |
| 299072 -         | 2005 DF3                 | 17 febbraio 2005 | Boattini, A., Scholl, H. |
| 299073 -         | 2005 EK1                 | 3 marzo 2005     | LINEAR                   |
| 299074 -         | 2005 EO9                 | 2 marzo 2005     | Spacewatch               |
| 299075 -         | 2005 EX10                | 2 marzo 2005     | Spacewatch               |
| 299076 -         | 2005 EJ11                | 2 marzo 2005     | CSS                      |
| 299077 -         | 2005 EB12                | 2 marzo 2005     | CSS                      |
| 299078 -         | 2005 ES14                | 3 marzo 2005     | Spacewatch               |
| 299079 -         | 2005 EQ25                | 3 marzo 2005     | CSS                      |
| 299080 -         | 2005 EG27                | 3 marzo 2005     | CSS                      |
| 299081 -         | 2005 EK39                | 8 marzo 2005     | Junk Bond                |
| 299082 -         | 2005 EV41                | 2 marzo 2005     | Spacewatch               |
| 299083 -         | 2005 EV46                | 3 marzo 2005     | CSS                      |
| 299084 -         | 2005 EF47                | 3 marzo 2005     | Spacewatch               |
| 299085 -         | 2005 EY51                | 3 marzo 2005     | Spacewatch               |
| 299086 -         | 2005 EJ60                | 4 marzo 2005     | CSS                      |
| 299087 -         | 2005 EN61                | 4 marzo 2005     | CSS                      |
| 299088 -         | 2005 ET64                | 4 marzo 2005     | Mt. Lemmon Survey        |
| 299089 -         | 2005 EZ64                | 4 marzo 2005     | LINEAR                   |
| 299090 -         | 2005 EB65                | 4 marzo 2005     | LINEAR                   |
| 299091 -         | 2005 ES67                | 4 marzo 2005     | Mt. Lemmon Survey        |
| 299092 -         | 2005 EV69                | 7 marzo 2005     | LINEAR                   |
| 299093 -         | 2005 EJ77                | 3 marzo 2005     | Spacewatch               |
| 299094 -         | 2005 EY79                | 3 marzo 2005     | CSS                      |
| 299095 -         | 2005 EW81                | 4 marzo 2005     | Spacewatch               |
| 299096 -         | 2005 ET82                | 4 marzo 2005     | Spacewatch               |
| 299097 -         | 2005 EP88                | 8 marzo 2005     | Spacewatch               |
| 299098 -         | 2005 EJ90                | 8 marzo 2005     | LONEOS                   |
| 299099 -         | 2005 EQ93                | 8 marzo 2005     | LINEAR                   |
| 299100 -         | 2005 EC98                | 3 marzo 2005     | CSS                      |

## 299101-299200
| Nome               | Designazione provvisoria | Data di scoperta | Scopritore                           |
| ------------------ | ------------------------ | ---------------- | ------------------------------------ |
| 299101 -           | 2005 EW108               | 4 marzo 2005     | CSS                                  |
| 299102 -           | 2005 EX108               | 4 marzo 2005     | CSS                                  |
| 299103 -           | 2005 EZ111               | 4 marzo 2005     | LINEAR                               |
| 299104 -           | 2005 ED116               | 4 marzo 2005     | Mt. Lemmon Survey                    |
| 299105 -           | 2005 EV118               | 7 marzo 2005     | LINEAR                               |
| 299106 -           | 2005 ED129               | 9 marzo 2005     | Spacewatch                           |
| 299107 -           | 2005 EY129               | 30 agosto 1998   | Beijing Schmidt CCD Asteroid Program |
| 299108 -           | 2005 EU130               | 9 marzo 2005     | LONEOS                               |
| 299109 -           | 2005 EY136               | 9 marzo 2005     | Mt. Lemmon Survey                    |
| 299110 -           | 2005 EU137               | 9 marzo 2005     | LINEAR                               |
| 299111 -           | 2005 EZ137               | 9 marzo 2005     | Mt. Lemmon Survey                    |
| 299112 -           | 2005 EQ142               | 10 marzo 2005    | CSS                                  |
| 299113 -           | 2005 EN149               | 10 marzo 2005    | Spacewatch                           |
| 299114 -           | 2005 ER149               | 10 marzo 2005    | Spacewatch                           |
| 299115 -           | 2005 EP156               | 9 marzo 2005     | CSS                                  |
| 299116 -           | 2005 EH157               | 9 marzo 2005     | Mt. Lemmon Survey                    |
| 299117 -           | 2005 EX160               | 9 marzo 2005     | Mt. Lemmon Survey                    |
| 299118 -           | 2005 EG162               | 9 marzo 2005     | Siding Spring Survey                 |
| 299119 -           | 2005 EL182               | 9 marzo 2005     | LONEOS                               |
| 299120 -           | 2005 EW184               | 9 marzo 2005     | Spacewatch                           |
| 299121 -           | 2005 ES188               | 10 marzo 2005    | Mt. Lemmon Survey                    |
| 299122 -           | 2005 EC192               | 11 marzo 2005    | Mt. Lemmon Survey                    |
| 299123 -           | 2005 EM197               | 11 marzo 2005    | Mt. Lemmon Survey                    |
| 299124 -           | 2005 EL198               | 11 marzo 2005    | Mt. Lemmon Survey                    |
| 299125 -           | 2005 ER199               | 12 marzo 2005    | Spacewatch                           |
| 299126 -           | 2005 ED207               | 13 marzo 2005    | Mt. Lemmon Survey                    |
| 299127 -           | 2005 EF213               | 4 marzo 2005     | Mt. Lemmon Survey                    |
| 299128 -           | 2005 ET214               | 8 marzo 2005     | LINEAR                               |
| 299129 -           | 2005 EA217               | 9 marzo 2005     | CSS                                  |
| 299130 -           | 2005 ED217               | 9 marzo 2005     | CSS                                  |
| 299131 -           | 2005 EM217               | 9 marzo 2005     | LINEAR                               |
| 299132 -           | 2005 EH221               | 11 marzo 2005    | Mt. Lemmon Survey                    |
| 299133 -           | 2005 ER221               | 12 marzo 2005    | LINEAR                               |
| 299134 Moggicecchi | 2005 EB224               | 10 marzo 2005    | San Marcello                         |
| 299135 -           | 2005 ES237               | 11 marzo 2005    | Spacewatch                           |
| 299136 -           | 2005 EY237               | 11 marzo 2005    | Spacewatch                           |
| 299137 -           | 2005 EV239               | 11 marzo 2005    | Spacewatch                           |
| 299138 -           | 2005 EA240               | 11 marzo 2005    | Spacewatch                           |
| 299139 -           | 2005 EW241               | 11 marzo 2005    | CSS                                  |
| 299140 -           | 2005 EH243               | 11 marzo 2005    | CSS                                  |
| 299141 -           | 2005 EN246               | 12 marzo 2005    | Spacewatch                           |
| 299142 -           | 2005 EN247               | 12 marzo 2005    | Spacewatch                           |
| 299143 -           | 2005 ED260               | 11 marzo 2005    | Spacewatch                           |
| 299144 -           | 2005 EG264               | 13 marzo 2005    | Spacewatch                           |
| 299145 -           | 2005 EE266               | 13 marzo 2005    | Spacewatch                           |
| 299146 -           | 2005 EU266               | 13 marzo 2005    | Spacewatch                           |
| 299147 -           | 2005 EH270               | 12 marzo 2005    | LINEAR                               |
| 299148 -           | 2005 EK273               | 3 marzo 2005     | Spacewatch                           |
| 299149 -           | 2005 EA276               | 8 marzo 2005     | CSS                                  |
| 299150 -           | 2005 EM279               | 10 marzo 2005    | CSS                                  |
| 299151 -           | 2005 EB284               | 11 marzo 2005    | LONEOS                               |
| 299152 -           | 2005 EG290               | 9 marzo 2005     | Mt. Lemmon Survey                    |
| 299153 -           | 2005 EX298               | 11 marzo 2005    | Buie, M. W.                          |
| 299154 -           | 2005 EQ323               | 13 marzo 2005    | Mt. Lemmon Survey                    |
| 299155 -           | 2005 EK330               | 3 marzo 2005     | CSS                                  |
| 299156 -           | 2005 FD4                 | 18 marzo 2005    | CSS                                  |
| 299157 -           | 2005 FO11                | 30 marzo 2005    | CSS                                  |
| 299158 -           | 2005 GD6                 | 1º aprile 2005   | Spacewatch                           |
| 299159 -           | 2005 GF7                 | 1º aprile 2005   | Spacewatch                           |
| 299160 -           | 2005 GK12                | 1º aprile 2005   | Spacewatch                           |
| 299161 -           | 2005 GL12                | 1º aprile 2005   | LONEOS                               |
| 299162 -           | 2005 GM12                | 1º aprile 2005   | LONEOS                               |
| 299163 -           | 2005 GF15                | 2 aprile 2005    | Mt. Lemmon Survey                    |
| 299164 -           | 2005 GD19                | 2 aprile 2005    | NEAT                                 |
| 299165 -           | 2005 GT20                | 2 aprile 2005    | Mt. Lemmon Survey                    |
| 299166 -           | 2005 GC28                | 3 aprile 2005    | NEAT                                 |
| 299167 -           | 2005 GL36                | 2 aprile 2005    | Mt. Lemmon Survey                    |
| 299168 -           | 2005 GJ37                | 2 aprile 2005    | Mt. Lemmon Survey                    |
| 299169 -           | 2005 GR37                | 2 aprile 2005    | Siding Spring Survey                 |
| 299170 -           | 2005 GX40                | 4 aprile 2005    | Mt. Lemmon Survey                    |
| 299171 -           | 2005 GC47                | 5 aprile 2005    | Mt. Lemmon Survey                    |
| 299172 -           | 2005 GR49                | 5 aprile 2005    | Mt. Lemmon Survey                    |
| 299173 -           | 2005 GH56                | 6 aprile 2005    | Mt. Lemmon Survey                    |
| 299174 -           | 2005 GK58                | 6 aprile 2005    | Mt. Lemmon Survey                    |
| 299175 -           | 2005 GT60                | 6 aprile 2005    | Jarnac                               |
| 299176 -           | 2005 GM71                | 4 aprile 2005    | CSS                                  |
| 299177 -           | 2005 GW74                | 5 aprile 2005    | CSS                                  |
| 299178 -           | 2005 GC76                | 5 aprile 2005    | CSS                                  |
| 299179 -           | 2005 GG77                | 6 aprile 2005    | Spacewatch                           |
| 299180 -           | 2005 GB81                | 7 aprile 2005    | Spacewatch                           |
| 299181 -           | 2005 GW92                | 6 aprile 2005    | Mt. Lemmon Survey                    |
| 299182 -           | 2005 GW97                | 7 aprile 2005    | Spacewatch                           |
| 299183 -           | 2005 GN105               | 10 aprile 2005   | Spacewatch                           |
| 299184 -           | 2005 GY105               | 10 aprile 2005   | Spacewatch                           |
| 299185 -           | 2005 GV109               | 10 aprile 2005   | Mt. Lemmon Survey                    |
| 299186 -           | 2005 GH115               | 10 aprile 2005   | Mt. Lemmon Survey                    |
| 299187 -           | 2005 GU118               | 11 aprile 2005   | Mt. Lemmon Survey                    |
| 299188 -           | 2005 GO127               | 12 aprile 2005   | Mt. Lemmon Survey                    |
| 299189 -           | 2005 GT127               | 12 aprile 2005   | LINEAR                               |
| 299190 -           | 2005 GB134               | 10 aprile 2005   | Spacewatch                           |
| 299191 -           | 2005 GZ136               | 10 aprile 2005   | Spacewatch                           |
| 299192 -           | 2005 GV141               | 9 aprile 2005    | Mt. Lemmon Survey                    |
| 299193 -           | 2005 GA146               | 11 aprile 2005   | Spacewatch                           |
| 299194 -           | 2005 GG146               | 11 aprile 2005   | Spacewatch                           |
| 299195 -           | 2005 GP148               | 11 aprile 2005   | Mt. Lemmon Survey                    |
| 299196 -           | 2005 GP163               | 10 aprile 2005   | Mt. Lemmon Survey                    |
| 299197 -           | 2005 GJ165               | 11 aprile 2005   | Spacewatch                           |
| 299198 -           | 2005 GQ172               | 14 aprile 2005   | Spacewatch                           |
| 299199 -           | 2005 GN206               | 12 aprile 2005   | Buie, M. W.                          |
| 299200 -           | 2005 GB219               | 2 aprile 2005    | Mt. Lemmon Survey                    |

## 299201-299300
| Nome     | Designazione provvisoria | Data di scoperta | Scopritore           |
| -------- | ------------------------ | ---------------- | -------------------- |
| 299201 - | 2005 GN222               | 10 aprile 2005   | Spacewatch           |
| 299202 - | 2005 HR1                 | 16 aprile 2005   | CSS                  |
| 299203 - | 2005 HY2                 | 18 aprile 2005   | Durig, D. T.         |
| 299204 - | 2005 HV6                 | 30 aprile 2005   | Spacewatch           |
| 299205 - | 2005 HN9                 | 17 aprile 2005   | Spacewatch           |
| 299206 - | 2005 JO11                | 4 maggio 2005    | Veillet, C.          |
| 299207 - | 2005 JO23                | 3 maggio 2005    | Spacewatch           |
| 299208 - | 2005 JG36                | 4 maggio 2005    | Spacewatch           |
| 299209 - | 2005 JN36                | 4 maggio 2005    | CSS                  |
| 299210 - | 2005 JO37                | 6 maggio 2005    | Mt. Lemmon Survey    |
| 299211 - | 2005 JH43                | 8 maggio 2005    | Mt. Lemmon Survey    |
| 299212 - | 2005 JN48                | 3 maggio 2005    | Spacewatch           |
| 299213 - | 2005 JN50                | 4 maggio 2005    | Spacewatch           |
| 299214 - | 2005 JO50                | 4 maggio 2005    | Spacewatch           |
| 299215 - | 2005 JQ52                | 4 maggio 2005    | Mt. Lemmon Survey    |
| 299216 - | 2005 JY62                | 9 maggio 2005    | Mt. Lemmon Survey    |
| 299217 - | 2005 JV71                | 8 maggio 2005    | LONEOS               |
| 299218 - | 2005 JR74                | 8 maggio 2005    | Mt. Lemmon Survey    |
| 299219 - | 2005 JP75                | 9 maggio 2005    | LINEAR               |
| 299220 - | 2005 JA78                | 10 maggio 2005   | Spacewatch           |
| 299221 - | 2005 JJ79                | 10 maggio 2005   | Mt. Lemmon Survey    |
| 299222 - | 2005 JZ86                | 9 maggio 2005    | Mt. Lemmon Survey    |
| 299223 - | 2005 JD93                | 11 maggio 2005   | NEAT                 |
| 299224 - | 2005 JG93                | 11 maggio 2005   | NEAT                 |
| 299225 - | 2005 JL97                | 8 maggio 2005    | Spacewatch           |
| 299226 - | 2005 JE110               | 8 maggio 2005    | Mt. Lemmon Survey    |
| 299227 - | 2005 JQ113               | 10 maggio 2005   | Spacewatch           |
| 299228 - | 2005 JH119               | 10 maggio 2005   | Spacewatch           |
| 299229 - | 2005 JB123               | 11 maggio 2005   | Spacewatch           |
| 299230 - | 2005 JR130               | 13 maggio 2005   | Mt. Lemmon Survey    |
| 299231 - | 2005 JT130               | 13 maggio 2005   | Mt. Lemmon Survey    |
| 299232 - | 2005 JJ132               | 13 maggio 2005   | Siding Spring Survey |
| 299233 - | 2005 JO150               | 3 maggio 2005    | Spacewatch           |
| 299234 - | 2005 KP                  | 16 maggio 2005   | Mt. Lemmon Survey    |
| 299235 - | 2005 LH14                | 4 giugno 2005    | Spacewatch           |
| 299236 - | 2005 LM29                | 11 maggio 2005   | NEAT                 |
| 299237 - | 2005 LT43                | 11 giugno 2005   | Spacewatch           |
| 299238 - | 2005 LP48                | 14 giugno 2005   | LONEOS               |
| 299239 - | 2005 MZ7                 | 27 giugno 2005   | Spacewatch           |
| 299240 - | 2005 MU15                | 30 giugno 2005   | Healy, D.            |
| 299241 - | 2005 ME20                | 29 giugno 2005   | Spacewatch           |
| 299242 - | 2005 ME22                | 30 giugno 2005   | Spacewatch           |
| 299243 - | 2005 MP22                | 30 giugno 2005   | Spacewatch           |
| 299244 - | 2005 MY28                | 29 giugno 2005   | Spacewatch           |
| 299245 - | 2005 MB29                | 29 giugno 2005   | Spacewatch           |
| 299246 - | 2005 MR37                | 30 giugno 2005   | Spacewatch           |
| 299247 - | 2005 MR38                | 30 giugno 2005   | Spacewatch           |
| 299248 - | 2005 MW39                | 29 giugno 2005   | NEAT                 |
| 299249 - | 2005 MO42                | 29 giugno 2005   | Spacewatch           |
| 299250 - | 2005 MZ46                | 28 giugno 2005   | NEAT                 |
| 299251 - | 2005 MN50                | 30 giugno 2005   | NEAT                 |
| 299252 - | 2005 MV53                | 17 giugno 2005   | Siding Spring Survey |
| 299253 - | 2005 NO5                 | 3 luglio 2005    | Mt. Lemmon Survey    |
| 299254 - | 2005 NU7                 | 1º luglio 2005   | Spacewatch           |
| 299255 - | 2005 NN8                 | 1º luglio 2005   | Spacewatch           |
| 299256 - | 2005 NS11                | 4 luglio 2005    | NEAT                 |
| 299257 - | 2005 NG24                | 4 luglio 2005    | Spacewatch           |
| 299258 - | 2005 NK36                | 5 luglio 2005    | NEAT                 |
| 299259 - | 2005 NZ42                | 5 luglio 2005    | NEAT                 |
| 299260 - | 2005 NE43                | 5 luglio 2005    | NEAT                 |
| 299261 - | 2005 NM48                | 7 luglio 2005    | Spacewatch           |
| 299262 - | 2005 NT51                | 8 luglio 2005    | Spacewatch           |
| 299263 - | 2005 NF58                | 6 luglio 2005    | Spacewatch           |
| 299264 - | 2005 NT58                | 9 luglio 2005    | Spacewatch           |
| 299265 - | 2005 NJ60                | 9 luglio 2005    | Spacewatch           |
| 299266 - | 2005 NS61                | 11 luglio 2005   | Spacewatch           |
| 299267 - | 2005 NZ63                | 1º luglio 2005   | Spacewatch           |
| 299268 - | 2005 NS75                | 10 luglio 2005   | Spacewatch           |
| 299269 - | 2005 NR78                | 12 luglio 2005   | Mt. Lemmon Survey    |
| 299270 - | 2005 NW82                | 10 luglio 2005   | Broughton, J.        |
| 299271 - | 2005 NU85                | 3 luglio 2005    | Mt. Lemmon Survey    |
| 299272 - | 2005 NE99                | 10 luglio 2005   | Spacewatch           |
| 299273 - | 2005 NQ100               | 5 luglio 2005    | Spacewatch           |
| 299274 - | 2005 NO122               | 3 luglio 2005    | Mt. Lemmon Survey    |
| 299275 - | 2005 NT122               | 3 luglio 2005    | Siding Spring Survey |
| 299276 - | 2005 NF123               | 8 luglio 2005    | LONEOS               |
| 299277 - | 2005 NN123               | 9 luglio 2005    | Spacewatch           |
| 299278 - | 2005 OD                  | 16 luglio 2005   | Broughton, J.        |
| 299279 - | 2005 OY2                 | 30 luglio 2005   | LINEAR               |
| 299280 - | 2005 OJ5                 | 28 luglio 2005   | NEAT                 |
| 299281 - | 2005 ON16                | 29 luglio 2005   | NEAT                 |
| 299282 - | 2005 OX16                | 30 luglio 2005   | NEAT                 |
| 299283 - | 2005 OD18                | 30 luglio 2005   | NEAT                 |
| 299284 - | 2005 OK27                | 30 luglio 2005   | NEAT                 |
| 299285 - | 2005 OL31                | 27 luglio 2005   | Siding Spring Survey |
| 299286 - | 2005 PO7                 | 4 agosto 2005    | NEAT                 |
| 299287 - | 2005 PB10                | 4 agosto 2005    | NEAT                 |
| 299288 - | 2005 PJ11                | 4 agosto 2005    | NEAT                 |
| 299289 - | 2005 PV11                | 4 agosto 2005    | NEAT                 |
| 299290 - | 2005 PQ14                | 4 agosto 2005    | NEAT                 |
| 299291 - | 2005 PK17                | 13 agosto 2005   | Young, J. W.         |
| 299292 - | 2005 PZ18                | 1º agosto 2005   | Siding Spring Survey |
| 299293 - | 2005 QJ                  | 23 agosto 2005   | Ferrando, R.         |
| 299294 - | 2005 QR1                 | 22 agosto 2005   | NEAT                 |
| 299295 - | 2005 QT1                 | 22 agosto 2005   | NEAT                 |
| 299296 - | 2005 QF6                 | 24 agosto 2005   | NEAT                 |
| 299297 - | 2005 QV13                | 24 agosto 2005   | NEAT                 |
| 299298 - | 2005 QN29                | 26 agosto 2005   | NEAT                 |
| 299299 - | 2005 QL31                | 22 agosto 2005   | NEAT                 |
| 299300 - | 2005 QN34                | 25 agosto 2005   | NEAT                 |

## 299301-299400
| Nome              | Designazione provvisoria | Data di scoperta  | Scopritore                              |
| ----------------- | ------------------------ | ----------------- | --------------------------------------- |
| 299301 -          | 2005 QX37                | 25 agosto 2005    | NEAT                                    |
| 299302 -          | 2005 QD41                | 26 agosto 2005    | LONEOS                                  |
| 299303 -          | 2005 QO47                | 26 agosto 2005    | NEAT                                    |
| 299304 -          | 2005 QX48                | 26 agosto 2005    | NEAT                                    |
| 299305 -          | 2005 QL49                | 26 agosto 2005    | NEAT                                    |
| 299306 -          | 2005 QQ49                | 26 agosto 2005    | NEAT                                    |
| 299307 -          | 2005 QL50                | 26 agosto 2005    | NEAT                                    |
| 299308 -          | 2005 QM50                | 26 agosto 2005    | NEAT                                    |
| 299309 -          | 2005 QZ52                | 28 agosto 2005    | Spacewatch                              |
| 299310 -          | 2005 QF63                | 26 agosto 2005    | NEAT                                    |
| 299311 -          | 2005 QF72                | 29 agosto 2005    | LONEOS                                  |
| 299312 -          | 2005 QN84                | 30 agosto 2005    | St. Veran                               |
| 299313 -          | 2005 QZ84                | 30 agosto 2005    | Spacewatch                              |
| 299314 -          | 2005 QH90                | 25 agosto 2005    | NEAT                                    |
| 299315 -          | 2005 QU94                | 27 agosto 2005    | NEAT                                    |
| 299316 -          | 2005 QY94                | 27 agosto 2005    | NEAT                                    |
| 299317 -          | 2005 QM96                | 27 agosto 2005    | NEAT                                    |
| 299318 -          | 2005 QX99                | 27 agosto 2005    | NEAT                                    |
| 299319 -          | 2005 QP103               | 27 agosto 2005    | NEAT                                    |
| 299320 -          | 2005 QB104               | 27 agosto 2005    | NEAT                                    |
| 299321 -          | 2005 QU108               | 27 agosto 2005    | NEAT                                    |
| 299322 -          | 2005 QB112               | 27 agosto 2005    | NEAT                                    |
| 299323 -          | 2005 QX118               | 28 agosto 2005    | Spacewatch                              |
| 299324 -          | 2005 QM136               | 28 agosto 2005    | Spacewatch                              |
| 299325 -          | 2005 QR141               | 30 agosto 2005    | Spacewatch                              |
| 299326 -          | 2005 QV153               | 27 agosto 2005    | NEAT                                    |
| 299327 -          | 2005 QG160               | 28 agosto 2005    | LONEOS                                  |
| 299328 -          | 2005 QL166               | 24 agosto 2005    | NEAT                                    |
| 299329 -          | 2005 QE172               | 29 agosto 2005    | NEAT                                    |
| 299330 -          | 2005 QE174               | 31 agosto 2005    | Spacewatch                              |
| 299331 -          | 2005 QN174               | 31 agosto 2005    | LONEOS                                  |
| 299332 -          | 2005 QK183               | 29 agosto 2005    | NEAT                                    |
| 299333 -          | 2005 QF187               | 30 agosto 2005    | Spacewatch                              |
| 299334 -          | 2005 QY187               | 29 agosto 2005    | Spacewatch                              |
| 299335 -          | 2005 RL1                 | 1º settembre 2005 | NEAT                                    |
| 299336 -          | 2005 RG7                 | 7 settembre 2005  | Campo Catino Austral Observatory Survey |
| 299337 -          | 2005 RZ19                | 1º settembre 2005 | Spacewatch                              |
| 299338 -          | 2005 RN42                | 13 settembre 2005 | Spacewatch                              |
| 299339 -          | 2005 RZ43                | 12 settembre 2005 | LINEAR                                  |
| 299340 -          | 2005 SP16                | 26 settembre 2005 | Spacewatch                              |
| 299341 -          | 2005 SK18                | 26 settembre 2005 | Spacewatch                              |
| 299342 -          | 2005 SS101               | 25 settembre 2005 | Spacewatch                              |
| 299343 -          | 2005 SH124               | 29 settembre 2005 | LONEOS                                  |
| 299344 -          | 2005 SX141               | 25 settembre 2005 | Spacewatch                              |
| 299345 -          | 2005 SE153               | 25 settembre 2005 | Spacewatch                              |
| 299346 -          | 2005 SG177               | 29 settembre 2005 | Spacewatch                              |
| 299347 -          | 2005 SO177               | 29 settembre 2005 | Spacewatch                              |
| 299348 -          | 2005 SU179               | 29 settembre 2005 | LONEOS                                  |
| 299349 -          | 2005 SG196               | 30 settembre 2005 | Spacewatch                              |
| 299350 -          | 2005 SK196               | 30 settembre 2005 | Spacewatch                              |
| 299351 -          | 2005 ST209               | 30 settembre 2005 | NEAT                                    |
| 299352 -          | 2005 SQ225               | 29 settembre 2005 | Spacewatch                              |
| 299353 -          | 2005 SR235               | 29 settembre 2005 | Spacewatch                              |
| 299354 -          | 2005 SM242               | 30 settembre 2005 | Spacewatch                              |
| 299355 -          | 2005 SX249               | 23 settembre 2005 | CSS                                     |
| 299356 -          | 2005 SG251               | 24 settembre 2005 | NEAT                                    |
| 299357 -          | 2005 SB252               | 24 settembre 2005 | NEAT                                    |
| 299358 -          | 2005 SP255               | 22 settembre 2005 | NEAT                                    |
| 299359 -          | 2005 SG259               | 24 settembre 2005 | LONEOS                                  |
| 299360 -          | 2005 SR267               | 30 settembre 2005 | NEAT                                    |
| 299361 -          | 2005 TT21                | 1º ottobre 2005   | Spacewatch                              |
| 299362 Marthacole | 2005 TK27                | 1º ottobre 2005   | CSS                                     |
| 299363 -          | 2005 TV47                | 5 ottobre 2005    | Bickel, W.                              |
| 299364 -          | 2005 TD83                | 3 ottobre 2005    | LINEAR                                  |
| 299365 -          | 2005 TE99                | 7 ottobre 2005    | CSS                                     |
| 299366 -          | 2005 TZ190               | 7 ottobre 2005    | CSS                                     |
| 299367 -          | 2005 UA41                | 24 ottobre 2005   | Spacewatch                              |
| 299368 -          | 2005 UL84                | 22 ottobre 2005   | Spacewatch                              |
| 299369 -          | 2005 UJ168               | 24 ottobre 2005   | Spacewatch                              |
| 299370 -          | 2005 UT193               | 22 ottobre 2005   | Spacewatch                              |
| 299371 -          | 2005 UD217               | 27 ottobre 2005   | LINEAR                                  |
| 299372 -          | 2005 UA225               | 25 ottobre 2005   | Spacewatch                              |
| 299373 -          | 2005 UV241               | 25 ottobre 2005   | Spacewatch                              |
| 299374 -          | 2005 UB261               | 25 ottobre 2005   | Mt. Lemmon Survey                       |
| 299375 -          | 2005 UL268               | 28 ottobre 2005   | LINEAR                                  |
| 299376 -          | 2005 UG371               | 27 ottobre 2005   | Mt. Lemmon Survey                       |
| 299377 -          | 2005 UT388               | 27 ottobre 2005   | Spacewatch                              |
| 299378 -          | 2005 UL425               | 28 ottobre 2005   | Spacewatch                              |
| 299379 -          | 2005 UR500               | 27 ottobre 2005   | LONEOS                                  |
| 299380 -          | 2005 UT508               | 24 ottobre 2005   | Spacewatch                              |
| 299381 -          | 2005 UP515               | 22 ottobre 2005   | Becker, A. C.                           |
| 299382 -          | 2005 VF3                 | 5 novembre 2005   | CSS                                     |
| 299383 -          | 2005 VC73                | 1º novembre 2005  | Mt. Lemmon Survey                       |
| 299384 -          | 2005 VM135               | 6 novembre 2005   | Mt. Lemmon Survey                       |
| 299385 -          | 2005 WA14                | 22 novembre 2005  | Spacewatch                              |
| 299386 -          | 2005 WP20                | 21 novembre 2005  | Spacewatch                              |
| 299387 -          | 2005 WH28                | 21 novembre 2005  | Spacewatch                              |
| 299388 -          | 2005 WO87                | 28 novembre 2005  | Mt. Lemmon Survey                       |
| 299389 -          | 2005 WM88                | 28 novembre 2005  | Mt. Lemmon Survey                       |
| 299390 -          | 2005 WU88                | 1º ottobre 2005   | Mt. Lemmon Survey                       |
| 299391 -          | 2005 WE130               | 25 novembre 2005  | Mt. Lemmon Survey                       |
| 299392 -          | 2005 WY140               | 26 novembre 2005  | Mt. Lemmon Survey                       |
| 299393 -          | 2005 WY142               | 29 novembre 2005  | CSS                                     |
| 299394 -          | 2005 WT152               | 29 novembre 2005  | Spacewatch                              |
| 299395 -          | 2005 WN163               | 29 novembre 2005  | Spacewatch                              |
| 299396 -          | 2005 XD33                | 4 dicembre 2005   | Spacewatch                              |
| 299397 -          | 2005 XP42                | 5 dicembre 2005   | Mt. Lemmon Survey                       |
| 299398 -          | 2005 XV68                | 6 dicembre 2005   | Spacewatch                              |
| 299399 -          | 2005 XN90                | 8 dicembre 2005   | Spacewatch                              |
| 299400 -          | 2005 XR110               | 1º dicembre 2005  | Buie, M. W.                             |

## 299401-299500
| Nome     | Designazione provvisoria | Data di scoperta | Scopritore        |
| -------- | ------------------------ | ---------------- | ----------------- |
| 299401 - | 2005 YH3                 | 22 dicembre 2005 | Spacewatch        |
| 299402 - | 2005 YJ3                 | 22 dicembre 2005 | Spacewatch        |
| 299403 - | 2005 YL15                | 22 dicembre 2005 | Spacewatch        |
| 299404 - | 2005 YV15                | 22 dicembre 2005 | Spacewatch        |
| 299405 - | 2005 YK23                | 24 dicembre 2005 | Spacewatch        |
| 299406 - | 2005 YN34                | 24 dicembre 2005 | Spacewatch        |
| 299407 - | 2005 YA36                | 25 dicembre 2005 | Spacewatch        |
| 299408 - | 2005 YC47                | 25 dicembre 2005 | Spacewatch        |
| 299409 - | 2005 YO52                | 26 dicembre 2005 | Mt. Lemmon Survey |
| 299410 - | 2005 YZ53                | 24 dicembre 2005 | Spacewatch        |
| 299411 - | 2005 YN58                | 24 dicembre 2005 | Spacewatch        |
| 299412 - | 2005 YO59                | 26 dicembre 2005 | Mt. Lemmon Survey |
| 299413 - | 2005 YD84                | 24 dicembre 2005 | Spacewatch        |
| 299414 - | 2005 YG84                | 24 dicembre 2005 | Spacewatch        |
| 299415 - | 2005 YC88                | 25 dicembre 2005 | Mt. Lemmon Survey |
| 299416 - | 2005 YW90                | 26 dicembre 2005 | Mt. Lemmon Survey |
| 299417 - | 2005 YG91                | 26 dicembre 2005 | Mt. Lemmon Survey |
| 299418 - | 2005 YE93                | 27 dicembre 2005 | Spacewatch        |
| 299419 - | 2005 YS102               | 25 dicembre 2005 | Spacewatch        |
| 299420 - | 2005 YW105               | 25 dicembre 2005 | Spacewatch        |
| 299421 - | 2005 YM109               | 25 dicembre 2005 | Spacewatch        |
| 299422 - | 2005 YL161               | 27 dicembre 2005 | Spacewatch        |
| 299423 - | 2005 YE170               | 31 dicembre 2005 | Spacewatch        |
| 299424 - | 2005 YQ176               | 22 dicembre 2005 | Spacewatch        |
| 299425 - | 2005 YT177               | 26 dicembre 2005 | Spacewatch        |
| 299426 - | 2005 YX250               | 28 dicembre 2005 | Spacewatch        |
| 299427 - | 2005 YN271               | 28 dicembre 2005 | Spacewatch        |
| 299428 - | 2005 YO290               | 25 dicembre 2005 | Mt. Lemmon Survey |
| 299429 - | 2006 AO6                 | 5 gennaio 2006   | CSS               |
| 299430 - | 2006 AL14                | 5 gennaio 2006   | Mt. Lemmon Survey |
| 299431 - | 2006 AQ20                | 5 gennaio 2006   | CSS               |
| 299432 - | 2006 AC37                | 4 gennaio 2006   | Spacewatch        |
| 299433 - | 2006 AS39                | 7 gennaio 2006   | Mt. Lemmon Survey |
| 299434 - | 2006 AT46                | 6 gennaio 2006   | Spacewatch        |
| 299435 - | 2006 AL53                | 5 gennaio 2006   | Spacewatch        |
| 299436 - | 2006 AF54                | 5 gennaio 2006   | Spacewatch        |
| 299437 - | 2006 AY57                | 8 gennaio 2006   | Mt. Lemmon Survey |
| 299438 - | 2006 AN59                | 4 gennaio 2006   | Spacewatch        |
| 299439 - | 2006 AW62                | 6 gennaio 2006   | Spacewatch        |
| 299440 - | 2006 AJ78                | 8 gennaio 2006   | Mt. Lemmon Survey |
| 299441 - | 2006 AQ78                | 4 gennaio 2006   | Spacewatch        |
| 299442 - | 2006 BZ6                 | 20 gennaio 2006  | Spacewatch        |
| 299443 - | 2006 BK10                | 20 gennaio 2006  | Spacewatch        |
| 299444 - | 2006 BB11                | 20 gennaio 2006  | Spacewatch        |
| 299445 - | 2006 BA18                | 22 gennaio 2006  | LONEOS            |
| 299446 - | 2006 BG37                | 23 gennaio 2006  | Mt. Lemmon Survey |
| 299447 - | 2006 BY41                | 22 gennaio 2006  | Mt. Lemmon Survey |
| 299448 - | 2006 BE45                | 23 gennaio 2006  | Mt. Lemmon Survey |
| 299449 - | 2006 BN45                | 23 gennaio 2006  | Mt. Lemmon Survey |
| 299450 - | 2006 BT46                | 23 gennaio 2006  | Mt. Lemmon Survey |
| 299451 - | 2006 BC47                | 24 gennaio 2006  | LINEAR            |
| 299452 - | 2006 BZ51                | 25 gennaio 2006  | Spacewatch        |
| 299453 - | 2006 BS55                | 22 gennaio 2006  | Young, J. W.      |
| 299454 - | 2006 BG56                | 20 gennaio 2006  | Spacewatch        |
| 299455 - | 2006 BA60                | 25 gennaio 2006  | Spacewatch        |
| 299456 - | 2006 BT62                | 20 gennaio 2006  | Spacewatch        |
| 299457 - | 2006 BE70                | 23 gennaio 2006  | Spacewatch        |
| 299458 - | 2006 BK71                | 23 gennaio 2006  | Spacewatch        |
| 299459 - | 2006 BX80                | 23 gennaio 2006  | Spacewatch        |
| 299460 - | 2006 BQ81                | 23 gennaio 2006  | Spacewatch        |
| 299461 - | 2006 BZ87                | 25 gennaio 2006  | Spacewatch        |
| 299462 - | 2006 BC94                | 26 gennaio 2006  | Spacewatch        |
| 299463 - | 2006 BD94                | 26 gennaio 2006  | Spacewatch        |
| 299464 - | 2006 BS102               | 23 gennaio 2006  | Mt. Lemmon Survey |
| 299465 - | 2006 BL103               | 23 gennaio 2006  | Healy, D.         |
| 299466 - | 2006 BG106               | 25 gennaio 2006  | Spacewatch        |
| 299467 - | 2006 BD115               | 26 gennaio 2006  | Spacewatch        |
| 299468 - | 2006 BH115               | 26 gennaio 2006  | Spacewatch        |
| 299469 - | 2006 BO115               | 26 gennaio 2006  | Spacewatch        |
| 299470 - | 2006 BM119               | 26 gennaio 2006  | Spacewatch        |
| 299471 - | 2006 BZ119               | 26 gennaio 2006  | Spacewatch        |
| 299472 - | 2006 BF132               | 26 gennaio 2006  | Spacewatch        |
| 299473 - | 2006 BO132               | 26 gennaio 2006  | Spacewatch        |
| 299474 - | 2006 BY136               | 28 gennaio 2006  | Mt. Lemmon Survey |
| 299475 - | 2006 BQ140               | 22 gennaio 2006  | Mt. Lemmon Survey |
| 299476 - | 2006 BP143               | 28 gennaio 2006  | Mt. Lemmon Survey |
| 299477 - | 2006 BU147               | 31 gennaio 2006  | Yeung, W. K. Y.   |
| 299478 - | 2006 BC148               | 31 gennaio 2006  | Yeung, W. K. Y.   |
| 299479 - | 2006 BX160               | 26 gennaio 2006  | Spacewatch        |
| 299480 - | 2006 BB165               | 26 gennaio 2006  | Spacewatch        |
| 299481 - | 2006 BZ170               | 27 gennaio 2006  | Spacewatch        |
| 299482 - | 2006 BX171               | 27 gennaio 2006  | Spacewatch        |
| 299483 - | 2006 BP182               | 27 gennaio 2006  | Mt. Lemmon Survey |
| 299484 - | 2006 BX182               | 27 gennaio 2006  | Mt. Lemmon Survey |
| 299485 - | 2006 BM184               | 28 gennaio 2006  | Mt. Lemmon Survey |
| 299486 - | 2006 BP185               | 25 agosto 2000   | Buie, M. W.       |
| 299487 - | 2006 BU188               | 28 gennaio 2006  | Spacewatch        |
| 299488 - | 2006 BD192               | 30 gennaio 2006  | CSS               |
| 299489 - | 2006 BD194               | 30 gennaio 2006  | Spacewatch        |
| 299490 - | 2006 BR195               | 30 gennaio 2006  | Spacewatch        |
| 299491 - | 2006 BY198               | 30 gennaio 2006  | CSS               |
| 299492 - | 2006 BQ201               | 31 gennaio 2006  | Spacewatch        |
| 299493 - | 2006 BA202               | 31 gennaio 2006  | Spacewatch        |
| 299494 - | 2006 BJ212               | 31 gennaio 2006  | Spacewatch        |
| 299495 - | 2006 BC224               | 30 gennaio 2006  | Spacewatch        |
| 299496 - | 2006 BY226               | 30 gennaio 2006  | Spacewatch        |
| 299497 - | 2006 BF227               | 30 gennaio 2006  | Spacewatch        |
| 299498 - | 2006 BH227               | 30 gennaio 2006  | Spacewatch        |
| 299499 - | 2006 BV227               | 30 gennaio 2006  | Spacewatch        |
| 299500 - | 2006 BX232               | 31 gennaio 2006  | Spacewatch        |

## 299501-299600
| Nome           | Designazione provvisoria | Data di scoperta | Scopritore           |
| -------------- | ------------------------ | ---------------- | -------------------- |
| 299501 -       | 2006 BA237               | 31 gennaio 2006  | Spacewatch           |
| 299502 -       | 2006 BO242               | 31 gennaio 2006  | Spacewatch           |
| 299503 -       | 2006 BV245               | 31 gennaio 2006  | Spacewatch           |
| 299504 -       | 2006 BC264               | 31 gennaio 2006  | Spacewatch           |
| 299505 -       | 2006 BB269               | 27 gennaio 2006  | CSS                  |
| 299506 -       | 2006 CH3                 | 1º febbraio 2006 | Mt. Lemmon Survey    |
| 299507 -       | 2006 CN5                 | 1º febbraio 2006 | Mt. Lemmon Survey    |
| 299508 -       | 2006 CK6                 | 1º febbraio 2006 | Mt. Lemmon Survey    |
| 299509 -       | 2006 CJ10                | 7 febbraio 2006  | Young, J. W.         |
| 299510 -       | 2006 CV12                | 1º febbraio 2006 | Spacewatch           |
| 299511 -       | 2006 CQ17                | 1º febbraio 2006 | Spacewatch           |
| 299512 -       | 2006 CA21                | 1º febbraio 2006 | Mt. Lemmon Survey    |
| 299513 -       | 2006 CY25                | 2 febbraio 2006  | Spacewatch           |
| 299514 -       | 2006 CT27                | 2 febbraio 2006  | Spacewatch           |
| 299515 -       | 2006 CD46                | 3 febbraio 2006  | Spacewatch           |
| 299516 -       | 2006 CW49                | 3 febbraio 2006  | LINEAR               |
| 299517 -       | 2006 CO57                | 4 febbraio 2006  | Mt. Lemmon Survey    |
| 299518 Metchev | 2006 CX63                | 2 febbraio 2006  | Wiegert, P. A.       |
| 299519 -       | 2006 CQ66                | 3 febbraio 2006  | Spacewatch           |
| 299520 -       | 2006 CA68                | 6 febbraio 2006  | Mt. Lemmon Survey    |
| 299521 -       | 2006 DL1                 | 20 febbraio 2006 | Spacewatch           |
| 299522 -       | 2006 DY1                 | 20 febbraio 2006 | Spacewatch           |
| 299523 -       | 2006 DF2                 | 20 febbraio 2006 | Spacewatch           |
| 299524 -       | 2006 DW4                 | 20 febbraio 2006 | Spacewatch           |
| 299525 -       | 2006 DQ15                | 20 febbraio 2006 | Spacewatch           |
| 299526 -       | 2006 DD17                | 20 febbraio 2006 | Spacewatch           |
| 299527 -       | 2006 DZ20                | 20 febbraio 2006 | CSS                  |
| 299528 -       | 2006 DF21                | 20 febbraio 2006 | Mt. Lemmon Survey    |
| 299529 -       | 2006 DS21                | 20 febbraio 2006 | Spacewatch           |
| 299530 -       | 2006 DB26                | 20 febbraio 2006 | LINEAR               |
| 299531 -       | 2006 DF31                | 20 febbraio 2006 | Mt. Lemmon Survey    |
| 299532 -       | 2006 DS31                | 20 febbraio 2006 | Mt. Lemmon Survey    |
| 299533 -       | 2006 DD32                | 20 febbraio 2006 | Mt. Lemmon Survey    |
| 299534 -       | 2006 DV33                | 20 febbraio 2006 | Spacewatch           |
| 299535 -       | 2006 DC41                | 22 febbraio 2006 | NEAT                 |
| 299536 -       | 2006 DO47                | 21 febbraio 2006 | Mt. Lemmon Survey    |
| 299537 -       | 2006 DC50                | 22 febbraio 2006 | CSS                  |
| 299538 -       | 2006 DN50                | 22 febbraio 2006 | CSS                  |
| 299539 -       | 2006 DD54                | 24 febbraio 2006 | Spacewatch           |
| 299540 -       | 2006 DK58                | 24 febbraio 2006 | Mt. Lemmon Survey    |
| 299541 -       | 2006 DP63                | 24 febbraio 2006 | Spacewatch           |
| 299542 -       | 2006 DC79                | 24 febbraio 2006 | Spacewatch           |
| 299543 -       | 2006 DE80                | 24 febbraio 2006 | Spacewatch           |
| 299544 -       | 2006 DL80                | 24 febbraio 2006 | Spacewatch           |
| 299545 -       | 2006 DZ84                | 24 febbraio 2006 | Spacewatch           |
| 299546 -       | 2006 DD96                | 24 febbraio 2006 | Spacewatch           |
| 299547 -       | 2006 DQ99                | 25 febbraio 2006 | Spacewatch           |
| 299548 -       | 2006 DS118               | 28 febbraio 2006 | Mt. Lemmon Survey    |
| 299549 -       | 2006 DT118               | 28 febbraio 2006 | LINEAR               |
| 299550 -       | 2006 DN120               | 21 febbraio 2006 | CSS                  |
| 299551 -       | 2006 DH127               | 25 febbraio 2006 | Spacewatch           |
| 299552 -       | 2006 DN127               | 25 febbraio 2006 | Mt. Lemmon Survey    |
| 299553 -       | 2006 DP132               | 25 febbraio 2006 | Spacewatch           |
| 299554 -       | 2006 DG138               | 25 febbraio 2006 | Spacewatch           |
| 299555 -       | 2006 DX141               | 25 febbraio 2006 | Spacewatch           |
| 299556 -       | 2006 DD146               | 25 febbraio 2006 | Mt. Lemmon Survey    |
| 299557 -       | 2006 DS148               | 25 febbraio 2006 | Spacewatch           |
| 299558 -       | 2006 DY151               | 25 febbraio 2006 | Spacewatch           |
| 299559 -       | 2006 DB156               | 27 febbraio 2006 | Spacewatch           |
| 299560 -       | 2006 DQ156               | 27 febbraio 2006 | Spacewatch           |
| 299561 -       | 2006 DY171               | 27 febbraio 2006 | Spacewatch           |
| 299562 -       | 2006 DQ175               | 27 febbraio 2006 | Mt. Lemmon Survey    |
| 299563 -       | 2006 DS190               | 27 febbraio 2006 | Spacewatch           |
| 299564 -       | 2006 DX192               | 27 febbraio 2006 | Spacewatch           |
| 299565 -       | 2006 DD193               | 27 febbraio 2006 | Spacewatch           |
| 299566 -       | 2006 DG193               | 27 febbraio 2006 | Spacewatch           |
| 299567 -       | 2006 DU203               | 23 febbraio 2006 | LONEOS               |
| 299568 -       | 2006 DG208               | 25 febbraio 2006 | Spacewatch           |
| 299569 -       | 2006 DM211               | 24 febbraio 2006 | Spacewatch           |
| 299570 -       | 2006 DV214               | 25 febbraio 2006 | Mt. Lemmon Survey    |
| 299571 -       | 2006 ES1                 | 3 marzo 2006     | Nyukasa              |
| 299572 -       | 2006 EZ30                | 3 marzo 2006     | Spacewatch           |
| 299573 -       | 2006 ED40                | 4 marzo 2006     | Spacewatch           |
| 299574 -       | 2006 EY45                | 3 marzo 2006     | Spacewatch           |
| 299575 -       | 2006 EE58                | 5 marzo 2006     | Spacewatch           |
| 299576 -       | 2006 EO63                | 5 marzo 2006     | Spacewatch           |
| 299577 -       | 2006 FK8                 | 23 marzo 2006    | Mt. Lemmon Survey    |
| 299578 -       | 2006 FX30                | 25 marzo 2006    | Mt. Lemmon Survey    |
| 299579 -       | 2006 FD39                | 23 marzo 2006    | Spacewatch           |
| 299580 -       | 2006 FO40                | 26 marzo 2006    | Spacewatch           |
| 299581 -       | 2006 FU42                | 26 marzo 2006    | Mt. Lemmon Survey    |
| 299582 -       | 2006 GQ2                 | 6 aprile 2006    | CSS                  |
| 299583 -       | 2006 GK11                | 2 aprile 2006    | Spacewatch           |
| 299584 -       | 2006 GY12                | 2 aprile 2006    | Spacewatch           |
| 299585 -       | 2006 GA14                | 2 aprile 2006    | Spacewatch           |
| 299586 -       | 2006 GW18                | 2 aprile 2006    | Spacewatch           |
| 299587 -       | 2006 GT19                | 2 aprile 2006    | Spacewatch           |
| 299588 -       | 2006 GJ25                | 2 aprile 2006    | Spacewatch           |
| 299589 -       | 2006 GD41                | 7 aprile 2006    | CSS                  |
| 299590 -       | 2006 HA11                | 19 aprile 2006   | Spacewatch           |
| 299591 -       | 2006 HC13                | 19 aprile 2006   | Spacewatch           |
| 299592 -       | 2006 HT28                | 21 aprile 2006   | Spacewatch           |
| 299593 -       | 2006 HX29                | 19 aprile 2006   | LONEOS               |
| 299594 -       | 2006 HL34                | 19 aprile 2006   | Mt. Lemmon Survey    |
| 299595 -       | 2006 HF35                | 19 aprile 2006   | Mt. Lemmon Survey    |
| 299596 -       | 2006 HR36                | 20 aprile 2006   | Spacewatch           |
| 299597 -       | 2006 HH42                | 21 aprile 2006   | Siding Spring Survey |
| 299598 -       | 2006 HB45                | 25 aprile 2006   | Spacewatch           |
| 299599 -       | 2006 HO50                | 26 aprile 2006   | Mt. Lemmon Survey    |
| 299600 -       | 2006 HM67                | 24 aprile 2006   | Spacewatch           |

## 299601-299700
| Nome               | Designazione provvisoria | Data di scoperta | Scopritore           |
| ------------------ | ------------------------ | ---------------- | -------------------- |
| 299601 -           | 2006 HL69                | 24 aprile 2006   | Mt. Lemmon Survey    |
| 299602 -           | 2006 HC71                | 25 aprile 2006   | Spacewatch           |
| 299603 -           | 2006 HR73                | 25 aprile 2006   | Spacewatch           |
| 299604 -           | 2006 HL74                | 25 aprile 2006   | Spacewatch           |
| 299605 -           | 2006 HO76                | 25 aprile 2006   | Spacewatch           |
| 299606 -           | 2006 HS77                | 26 aprile 2006   | Spacewatch           |
| 299607 -           | 2006 HQ81                | 26 aprile 2006   | Spacewatch           |
| 299608 -           | 2006 HL83                | 26 aprile 2006   | Spacewatch           |
| 299609 -           | 2006 HJ87                | 30 aprile 2006   | Spacewatch           |
| 299610 -           | 2006 HP88                | 30 aprile 2006   | CSS                  |
| 299611 -           | 2006 HZ89                | 26 aprile 2006   | LONEOS               |
| 299612 -           | 2006 HE92                | 29 aprile 2006   | Spacewatch           |
| 299613 -           | 2006 HY93                | 29 aprile 2006   | Spacewatch           |
| 299614 -           | 2006 HB98                | 30 aprile 2006   | Spacewatch           |
| 299615 -           | 2006 HE110               | 24 aprile 2006   | Siding Spring Survey |
| 299616 -           | 2006 JE4                 | 2 maggio 2006    | Mt. Lemmon Survey    |
| 299617 -           | 2006 JX6                 | 1º maggio 2006   | Spacewatch           |
| 299618 -           | 2006 JR12                | 1º maggio 2006   | Spacewatch           |
| 299619 -           | 2006 JG17                | 2 maggio 2006    | Spacewatch           |
| 299620 -           | 2006 JS25                | 5 maggio 2006    | Mt. Lemmon Survey    |
| 299621 -           | 2006 JW31                | 3 maggio 2006    | Spacewatch           |
| 299622 -           | 2006 JS32                | 3 maggio 2006    | Spacewatch           |
| 299623 -           | 2006 JH34                | 4 maggio 2006    | Spacewatch           |
| 299624 -           | 2006 JS35                | 4 maggio 2006    | Spacewatch           |
| 299625 -           | 2006 JT43                | 5 maggio 2006    | Spacewatch           |
| 299626 -           | 2006 JH50                | 2 maggio 2006    | Mt. Lemmon Survey    |
| 299627 -           | 2006 JK54                | 8 maggio 2006    | Mt. Lemmon Survey    |
| 299628 -           | 2006 JB56                | 1º maggio 2006   | CSS                  |
| 299629 -           | 2006 JD61                | 2 maggio 2006    | Buie, M. W.          |
| 299630 -           | 2006 JF68                | 1º maggio 2006   | Buie, M. W.          |
| 299631 Kayliegreen | 2006 JP68                | 1º maggio 2006   | Wiegert, P. A.       |
| 299632 -           | 2006 KU2                 | 18 maggio 2006   | NEAT                 |
| 299633 -           | 2006 KK3                 | 19 maggio 2006   | Mt. Lemmon Survey    |
| 299634 -           | 2006 KC8                 | 19 maggio 2006   | Mt. Lemmon Survey    |
| 299635 -           | 2006 KH16                | 20 maggio 2006   | NEAT                 |
| 299636 -           | 2006 KR18                | 21 maggio 2006   | Spacewatch           |
| 299637 -           | 2006 KX28                | 20 maggio 2006   | Spacewatch           |
| 299638 -           | 2006 KC30                | 20 maggio 2006   | CSS                  |
| 299639 -           | 2006 KW35                | 20 maggio 2006   | Spacewatch           |
| 299640 -           | 2006 KW36                | 21 maggio 2006   | Mt. Lemmon Survey    |
| 299641 -           | 2006 KR52                | 21 maggio 2006   | Spacewatch           |
| 299642 -           | 2006 KP60                | 22 maggio 2006   | Spacewatch           |
| 299643 -           | 2006 KE61                | 22 maggio 2006   | Spacewatch           |
| 299644 -           | 2006 KG65                | 24 maggio 2006   | Spacewatch           |
| 299645 -           | 2006 KO73                | 23 maggio 2006   | Spacewatch           |
| 299646 -           | 2006 KG84                | 22 maggio 2006   | Spacewatch           |
| 299647 -           | 2006 KR84                | 24 maggio 2006   | Mt. Lemmon Survey    |
| 299648 -           | 2006 KC89                | 27 maggio 2006   | Needville            |
| 299649 -           | 2006 KT93                | 25 maggio 2006   | Spacewatch           |
| 299650 -           | 2006 KG97                | 25 maggio 2006   | Spacewatch           |
| 299651 -           | 2006 KO103               | 29 maggio 2006   | Broughton, J.        |
| 299652 -           | 2006 KE116               | 29 maggio 2006   | Spacewatch           |
| 299653 -           | 2006 KG121               | 23 maggio 2006   | Siding Spring Survey |
| 299654 -           | 2006 LV1                 | 4 giugno 2006    | Spacewatch           |
| 299655 -           | 2006 MG                  | 16 giugno 2006   | Spacewatch           |
| 299656 -           | 2006 MP3                 | 16 giugno 2006   | NEAT                 |
| 299657 -           | 2006 ME7                 | 18 giugno 2006   | Spacewatch           |
| 299658 -           | 2006 OV                  | 18 luglio 2006   | Bickel, W.           |
| 299659 -           | 2006 OR18                | 20 luglio 2006   | Siding Spring Survey |
| 299660 -           | 2006 OK20                | 31 luglio 2006   | Siding Spring Survey |
| 299661 -           | 2006 OX20                | 25 luglio 2006   | Mt. Lemmon Survey    |
| 299662 -           | 2006 OE21                | 22 luglio 2006   | Mt. Lemmon Survey    |
| 299663 -           | 2006 OO21                | 29 luglio 2006   | Siding Spring Survey |
| 299664 -           | 2006 PS4                 | 15 agosto 2006   | Broughton, J.        |
| 299665 -           | 2006 PE7                 | 12 agosto 2006   | NEAT                 |
| 299666 -           | 2006 PY11                | 13 agosto 2006   | NEAT                 |
| 299667 -           | 2006 PC40                | 14 agosto 2006   | NEAT                 |
| 299668 -           | 2006 QV1                 | 17 agosto 2006   | NEAT                 |
| 299669 -           | 2006 QW6                 | 17 agosto 2006   | NEAT                 |
| 299670 -           | 2006 QU7                 | 19 agosto 2006   | Spacewatch           |
| 299671 -           | 2006 QQ13                | 17 agosto 2006   | NEAT                 |
| 299672 -           | 2006 QG15                | 17 agosto 2006   | NEAT                 |
| 299673 -           | 2006 QG16                | 17 agosto 2006   | NEAT                 |
| 299674 -           | 2006 QM21                | 19 agosto 2006   | LONEOS               |
| 299675 -           | 2006 QT27                | 20 agosto 2006   | NEAT                 |
| 299676 -           | 2006 QE32                | 19 agosto 2006   | NEAT                 |
| 299677 -           | 2006 QQ42                | 17 agosto 2006   | NEAT                 |
| 299678 -           | 2006 QG46                | 20 agosto 2006   | NEAT                 |
| 299679 -           | 2006 QN61                | 22 agosto 2006   | NEAT                 |
| 299680 -           | 2006 QB67                | 21 agosto 2006   | Spacewatch           |
| 299681 -           | 2006 QN74                | 21 agosto 2006   | Spacewatch           |
| 299682 -           | 2006 QQ79                | 24 agosto 2006   | LINEAR               |
| 299683 -           | 2006 QW81                | 24 agosto 2006   | NEAT                 |
| 299684 -           | 2006 QB90                | 27 agosto 2006   | Spacewatch           |
| 299685 -           | 2006 QQ93                | 16 agosto 2006   | NEAT                 |
| 299686 -           | 2006 QP94                | 16 agosto 2006   | NEAT                 |
| 299687 -           | 2006 QB96                | 16 agosto 2006   | NEAT                 |
| 299688 -           | 2006 QN100               | 24 agosto 2006   | NEAT                 |
| 299689 -           | 2006 QY100               | 26 agosto 2006   | LINEAR               |
| 299690 -           | 2006 QT104               | 28 agosto 2006   | Spacewatch           |
| 299691 -           | 2006 QX106               | 28 agosto 2006   | CSS                  |
| 299692 -           | 2006 QE107               | 28 agosto 2006   | LONEOS               |
| 299693 -           | 2006 QZ110               | 30 agosto 2006   | Young, J. W.         |
| 299694 -           | 2006 QU120               | 29 agosto 2006   | CSS                  |
| 299695 -           | 2006 QB137               | 24 agosto 2006   | LINEAR               |
| 299696 -           | 2006 QJ139               | 17 agosto 2006   | NEAT                 |
| 299697 -           | 2006 QK139               | 8 ottobre 2002   | LONEOS               |
| 299698 -           | 2006 QC145               | 18 agosto 2006   | Spacewatch           |
| 299699 -           | 2006 QG148               | 18 agosto 2006   | Spacewatch           |
| 299700 -           | 2006 QA149               | 18 agosto 2006   | Spacewatch           |

## 299701-299800
| Nome                   | Designazione provvisoria | Data di scoperta  | Scopritore     |
| ---------------------- | ------------------------ | ----------------- | -------------- |
| 299701 -               | 2006 QW151               | 19 agosto 2006    | Spacewatch     |
| 299702 -               | 2006 QG156               | 19 agosto 2006    | Spacewatch     |
| 299703 -               | 2006 QH156               | 19 agosto 2006    | Spacewatch     |
| 299704 -               | 2006 QS156               | 19 agosto 2006    | Spacewatch     |
| 299705 -               | 2006 QS161               | 19 agosto 2006    | Spacewatch     |
| 299706 -               | 2006 QW163               | 27 agosto 2006    | Spacewatch     |
| 299707 -               | 2006 QF164               | 29 agosto 2006    | LONEOS         |
| 299708 -               | 2006 QB165               | 29 agosto 2006    | CSS            |
| 299709 -               | 2006 QH166               | 29 agosto 2006    | CSS            |
| 299710 -               | 2006 QT169               | 28 agosto 2006    | LONEOS         |
| 299711 -               | 2006 QS176               | 18 agosto 2006    | Spacewatch     |
| 299712 -               | 2006 QQ182               | 18 agosto 2006    | Spacewatch     |
| 299713 -               | 2006 QO183               | 29 agosto 2006    | LONEOS         |
| 299714 -               | 2006 QQ184               | 19 agosto 2006    | Spacewatch     |
| 299715 -               | 2006 QG187               | 21 agosto 2006    | Spacewatch     |
| 299716 -               | 2006 RN6                 | 14 settembre 2006 | CSS            |
| 299717 -               | 2006 RF7                 | 14 settembre 2006 | Spacewatch     |
| 299718 -               | 2006 RH15                | 14 settembre 2006 | CSS            |
| 299719 -               | 2006 RU15                | 14 settembre 2006 | CSS            |
| 299720 -               | 2006 RL19                | 14 settembre 2006 | NEAT           |
| 299721 -               | 2006 RH21                | 15 settembre 2006 | Spacewatch     |
| 299722 -               | 2006 RP26                | 14 settembre 2006 | Spacewatch     |
| 299723 -               | 2006 RB27                | 14 settembre 2006 | CSS            |
| 299724 -               | 2006 RG33                | 12 settembre 2006 | CSS            |
| 299725 -               | 2006 RY33                | 12 settembre 2006 | CSS            |
| 299726 -               | 2006 RN38                | 14 settembre 2006 | CSS            |
| 299727 -               | 2006 RX41                | 14 settembre 2006 | Spacewatch     |
| 299728 -               | 2006 RT48                | 14 settembre 2006 | Spacewatch     |
| 299729 -               | 2006 RA49                | 14 settembre 2006 | Spacewatch     |
| 299730 -               | 2006 RZ51                | 14 settembre 2006 | Spacewatch     |
| 299731 -               | 2006 RC52                | 14 settembre 2006 | Spacewatch     |
| 299732 -               | 2006 RN54                | 14 settembre 2006 | Spacewatch     |
| 299733 -               | 2006 RE56                | 14 settembre 2006 | Spacewatch     |
| 299734 -               | 2006 RJ58                | 15 settembre 2006 | Spacewatch     |
| 299735 -               | 2006 RC59                | 15 settembre 2006 | Spacewatch     |
| 299736 -               | 2006 RV63                | 14 settembre 2006 | CSS            |
| 299737 -               | 2006 RT68                | 15 settembre 2006 | Spacewatch     |
| 299738 -               | 2006 RA70                | 15 settembre 2006 | Spacewatch     |
| 299739 -               | 2006 RB71                | 15 settembre 2006 | Spacewatch     |
| 299740 -               | 2006 RA73                | 15 settembre 2006 | Spacewatch     |
| 299741 -               | 2006 RX75                | 15 settembre 2006 | Spacewatch     |
| 299742 -               | 2006 RO79                | 15 settembre 2006 | Spacewatch     |
| 299743 -               | 2006 RY80                | 15 settembre 2006 | Spacewatch     |
| 299744 -               | 2006 RB83                | 15 settembre 2006 | Spacewatch     |
| 299745 -               | 2006 RJ84                | 15 settembre 2006 | Spacewatch     |
| 299746 -               | 2006 RS84                | 15 settembre 2006 | Spacewatch     |
| 299747 -               | 2006 RY86                | 15 settembre 2006 | Spacewatch     |
| 299748 -               | 2006 RP93                | 15 settembre 2006 | Spacewatch     |
| 299749 -               | 2006 RB94                | 15 settembre 2006 | Spacewatch     |
| 299750 -               | 2006 RU94                | 15 settembre 2006 | Spacewatch     |
| 299751 -               | 2006 RX96                | 15 settembre 2006 | Spacewatch     |
| 299752 -               | 2006 RM100               | 14 settembre 2006 | CSS            |
| 299753 -               | 2006 RR100               | 14 settembre 2006 | CSS            |
| 299754 -               | 2006 RX104               | 14 settembre 2006 | Spacewatch     |
| 299755 Ericmontellese  | 2006 RB106               | 14 settembre 2006 | Masiero, J.    |
| 299756 Kerryaileen     | 2006 RO109               | 14 settembre 2006 | Masiero, J.    |
| 299757 -               | 2006 RR120               | 15 settembre 2006 | Spacewatch     |
| 299758 -               | 2006 RZ120               | 15 settembre 2006 | Spacewatch     |
| 299759 -               | 2006 RE122               | 15 settembre 2006 | Spacewatch     |
| 299760 -               | 2006 SS4                 | 16 settembre 2006 | CSS            |
| 299761 -               | 2006 SM6                 | 16 settembre 2006 | NEAT           |
| 299762 -               | 2006 SR8                 | 16 settembre 2006 | CSS            |
| 299763 -               | 2006 SE12                | 16 settembre 2006 | CSS            |
| 299764 -               | 2006 SX13                | 17 settembre 2006 | Spacewatch     |
| 299765 -               | 2006 SC15                | 17 settembre 2006 | CSS            |
| 299766 -               | 2006 SX20                | 16 settembre 2006 | LONEOS         |
| 299767 -               | 2006 SK21                | 16 settembre 2006 | LONEOS         |
| 299768 -               | 2006 SO24                | 16 settembre 2006 | CSS            |
| 299769 -               | 2006 SH30                | 17 settembre 2006 | Spacewatch     |
| 299770 -               | 2006 SW31                | 17 settembre 2006 | Spacewatch     |
| 299771 -               | 2006 SC32                | 17 settembre 2006 | Spacewatch     |
| 299772 -               | 2006 SZ38                | 18 settembre 2006 | Spacewatch     |
| 299773 -               | 2006 SD39                | 18 settembre 2006 | CSS            |
| 299774 -               | 2006 SF40                | 18 settembre 2006 | CSS            |
| 299775 -               | 2006 ST45                | 18 settembre 2006 | CSS            |
| 299776 -               | 2006 SK57                | 18 settembre 2006 | CSS            |
| 299777 Tanyastreeter   | 2006 SN63                | 21 settembre 2006 | Casulli, V. S. |
| 299778 -               | 2006 SO64                | 19 settembre 2006 | CSS            |
| 299779 -               | 2006 SN65                | 18 settembre 2006 | Spacewatch     |
| 299780 -               | 2006 SK72                | 19 settembre 2006 | Spacewatch     |
| 299781 -               | 2006 SE73                | 19 settembre 2006 | Spacewatch     |
| 299782 -               | 2006 SG74                | 19 settembre 2006 | Spacewatch     |
| 299783 -               | 2006 SV74                | 19 settembre 2006 | Spacewatch     |
| 299784 -               | 2006 SD75                | 19 settembre 2006 | Spacewatch     |
| 299785 Alexeymolchanov | 2006 SC77                | 22 settembre 2006 | Casulli, V. S. |
| 299786 -               | 2006 SU81                | 18 settembre 2006 | Spacewatch     |
| 299787 -               | 2006 SE83                | 18 settembre 2006 | Spacewatch     |
| 299788 -               | 2006 SZ83                | 18 settembre 2006 | Spacewatch     |
| 299789 -               | 2006 SE87                | 18 settembre 2006 | Spacewatch     |
| 299790 -               | 2006 SV89                | 18 settembre 2006 | Spacewatch     |
| 299791 -               | 2006 SL93                | 18 settembre 2006 | Spacewatch     |
| 299792 Celeritas       | 2006 SY93                | 18 settembre 2006 | Spacewatch     |
| 299793 -               | 2006 SR94                | 18 settembre 2006 | Spacewatch     |
| 299794 -               | 2006 SC95                | 18 settembre 2006 | Spacewatch     |
| 299795 -               | 2006 SE95                | 18 settembre 2006 | Spacewatch     |
| 299796 -               | 2006 SY96                | 18 settembre 2006 | Spacewatch     |
| 299797 -               | 2006 SA97                | 18 settembre 2006 | Spacewatch     |
| 299798 -               | 2006 SD99                | 18 settembre 2006 | Spacewatch     |
| 299799 -               | 2006 SA102               | 20 settembre 2001 | LINEAR         |
| 299800 -               | 2006 SP106               | 19 settembre 2006 | Spacewatch     |

## 299801-299900
| Nome            | Designazione provvisoria | Data di scoperta  | Scopritore        |
| --------------- | ------------------------ | ----------------- | ----------------- |
| 299801 -        | 2006 SD108               | 19 settembre 2006 | LONEOS            |
| 299802 -        | 2006 SV108               | 19 settembre 2006 | Spacewatch        |
| 299803 -        | 2006 SF109               | 19 settembre 2006 | Spacewatch        |
| 299804 -        | 2006 SF114               | 23 settembre 2006 | Spacewatch        |
| 299805 -        | 2006 ST118               | 24 settembre 2006 | Spacewatch        |
| 299806 -        | 2006 SQ120               | 18 settembre 2006 | CSS               |
| 299807 -        | 2006 SS120               | 18 settembre 2006 | CSS               |
| 299808 -        | 2006 SZ120               | 18 settembre 2006 | CSS               |
| 299809 -        | 2006 SS125               | 20 settembre 2006 | CSS               |
| 299810 -        | 2006 SD129               | 17 settembre 2006 | Spacewatch        |
| 299811 -        | 2006 SH129               | 18 settembre 2006 | Spacewatch        |
| 299812 -        | 2006 SA132               | 16 settembre 2006 | CSS               |
| 299813 -        | 2006 SG132               | 16 settembre 2006 | CSS               |
| 299814 -        | 2006 SC134               | 18 settembre 2006 | CSS               |
| 299815 -        | 2006 SM143               | 19 settembre 2006 | Spacewatch        |
| 299816 -        | 2006 SA150               | 19 settembre 2006 | Spacewatch        |
| 299817 -        | 2006 SQ154               | 21 settembre 2006 | LONEOS            |
| 299818 -        | 2006 SP156               | 23 settembre 2006 | Spacewatch        |
| 299819 -        | 2006 SJ157               | 23 settembre 2001 | Spacewatch        |
| 299820 -        | 2006 SO157               | 23 settembre 2006 | Spacewatch        |
| 299821 -        | 2006 SW158               | 23 settembre 2006 | Spacewatch        |
| 299822 -        | 2006 SB161               | 23 settembre 2006 | Spacewatch        |
| 299823 -        | 2006 SF161               | 23 settembre 2006 | Spacewatch        |
| 299824 -        | 2006 SY162               | 24 settembre 2006 | Spacewatch        |
| 299825 -        | 2006 SR166               | 25 settembre 2006 | Spacewatch        |
| 299826 -        | 2006 SC168               | 25 settembre 2006 | Spacewatch        |
| 299827 -        | 2006 ST170               | 25 settembre 2006 | Spacewatch        |
| 299828 -        | 2006 SM173               | 25 settembre 2006 | Spacewatch        |
| 299829 -        | 2006 SF176               | 25 settembre 2006 | Mt. Lemmon Survey |
| 299830 -        | 2006 SX178               | 25 settembre 2006 | Spacewatch        |
| 299831 -        | 2006 SF183               | 25 settembre 2006 | Mt. Lemmon Survey |
| 299832 -        | 2006 SB188               | 26 settembre 2006 | Spacewatch        |
| 299833 -        | 2006 SE191               | 26 settembre 2006 | Mt. Lemmon Survey |
| 299834 -        | 2006 SH195               | 26 settembre 2006 | Spacewatch        |
| 299835 -        | 2006 ST195               | 26 settembre 2006 | Mt. Lemmon Survey |
| 299836 -        | 2006 SH196               | 26 settembre 2006 | Mt. Lemmon Survey |
| 299837 -        | 2006 SX199               | 24 settembre 2006 | Spacewatch        |
| 299838 -        | 2006 SO200               | 24 settembre 2006 | Spacewatch        |
| 299839 -        | 2006 SY200               | 24 settembre 2006 | Spacewatch        |
| 299840 -        | 2006 SO203               | 25 settembre 2006 | Mt. Lemmon Survey |
| 299841 -        | 2006 SQ203               | 25 settembre 2006 | Spacewatch        |
| 299842 -        | 2006 SL204               | 25 settembre 2006 | Spacewatch        |
| 299843 -        | 2006 SK216               | 27 settembre 2006 | Spacewatch        |
| 299844 -        | 2006 SW220               | 25 settembre 2006 | Mt. Lemmon Survey |
| 299845 -        | 2006 SX221               | 25 settembre 2006 | Mt. Lemmon Survey |
| 299846 -        | 2006 SE227               | 26 settembre 2006 | Spacewatch        |
| 299847 -        | 2006 SK228               | 26 settembre 2006 | Spacewatch        |
| 299848 -        | 2006 SC238               | 26 settembre 2006 | Spacewatch        |
| 299849 -        | 2006 SD240               | 26 settembre 2006 | Spacewatch        |
| 299850 -        | 2006 ST244               | 26 settembre 2006 | Spacewatch        |
| 299851 -        | 2006 SP245               | 26 settembre 2006 | Spacewatch        |
| 299852 -        | 2006 SC254               | 26 settembre 2006 | Mt. Lemmon Survey |
| 299853 -        | 2006 ST254               | 26 settembre 2006 | Spacewatch        |
| 299854 -        | 2006 SM256               | 26 settembre 2006 | Spacewatch        |
| 299855 -        | 2006 SW258               | 26 settembre 2006 | Spacewatch        |
| 299856 -        | 2006 SU259               | 26 settembre 2006 | Mt. Lemmon Survey |
| 299857 -        | 2006 SW261               | 26 settembre 2006 | Mt. Lemmon Survey |
| 299858 -        | 2006 SP262               | 26 settembre 2006 | Mt. Lemmon Survey |
| 299859 -        | 2006 SX262               | 26 settembre 2006 | Mt. Lemmon Survey |
| 299860 -        | 2006 SK267               | 26 settembre 2006 | Spacewatch        |
| 299861 -        | 2006 SK268               | 26 settembre 2006 | Spacewatch        |
| 299862 -        | 2006 SC269               | 26 settembre 2006 | Spacewatch        |
| 299863 -        | 2006 SP273               | 27 settembre 2006 | Mt. Lemmon Survey |
| 299864 -        | 2006 ST273               | 27 settembre 2006 | Mt. Lemmon Survey |
| 299865 -        | 2006 SX273               | 27 settembre 2006 | Mt. Lemmon Survey |
| 299866 -        | 2006 SF275               | 27 settembre 2006 | Spacewatch        |
| 299867 -        | 2006 SN282               | 25 settembre 2006 | LONEOS            |
| 299868 -        | 2006 SR289               | 26 settembre 2006 | CSS               |
| 299869 -        | 2006 SA290               | 27 settembre 2006 | CSS               |
| 299870 -        | 2006 SY292               | 25 settembre 2006 | Spacewatch        |
| 299871 -        | 2006 SL293               | 25 settembre 2006 | Spacewatch        |
| 299872 -        | 2006 SB294               | 25 settembre 2006 | Spacewatch        |
| 299873 -        | 2006 SM297               | 25 settembre 2006 | Mt. Lemmon Survey |
| 299874 -        | 2006 SU297               | 25 settembre 2006 | LONEOS            |
| 299875 -        | 2006 SV297               | 25 settembre 2006 | LONEOS            |
| 299876 -        | 2006 SR302               | 27 settembre 2006 | Spacewatch        |
| 299877 -        | 2006 SB304               | 27 settembre 2006 | Mt. Lemmon Survey |
| 299878 -        | 2006 SH312               | 27 settembre 2006 | Mt. Lemmon Survey |
| 299879 -        | 2006 SU313               | 27 settembre 2006 | Spacewatch        |
| 299880 -        | 2006 SP314               | 27 settembre 2006 | Spacewatch        |
| 299881 -        | 2006 SQ319               | 27 settembre 2006 | Spacewatch        |
| 299882 -        | 2006 SV325               | 27 settembre 2006 | Spacewatch        |
| 299883 -        | 2006 SL332               | 28 settembre 2006 | Mt. Lemmon Survey |
| 299884 -        | 2006 SP332               | 28 settembre 2006 | Mt. Lemmon Survey |
| 299885 -        | 2006 SE333               | 28 settembre 2006 | Spacewatch        |
| 299886 -        | 2006 SG333               | 28 settembre 2006 | Spacewatch        |
| 299887 -        | 2006 ST335               | 28 settembre 2006 | Spacewatch        |
| 299888 -        | 2006 SL339               | 28 settembre 2006 | Spacewatch        |
| 299889 -        | 2006 SC341               | 28 settembre 2006 | Spacewatch        |
| 299890 -        | 2006 SD341               | 28 settembre 2006 | Spacewatch        |
| 299891 -        | 2006 SN345               | 28 settembre 2006 | Spacewatch        |
| 299892 -        | 2006 SF346               | 28 settembre 2006 | Spacewatch        |
| 299893 -        | 2006 SP348               | 28 settembre 2006 | Spacewatch        |
| 299894 -        | 2006 SZ351               | 30 settembre 2006 | CSS               |
| 299895 -        | 2006 SN352               | 30 settembre 2006 | CSS               |
| 299896 -        | 2006 SP360               | 30 settembre 2006 | Mt. Lemmon Survey |
| 299897 Skipitis | 2006 SE369               | 23 settembre 2006 | Moletai           |
| 299898 -        | 2006 SB373               | 28 settembre 2006 | Mt. Lemmon Survey |
| 299899 -        | 2006 SH373               | 16 settembre 2006 | Becker, A. C.     |
| 299900 -        | 2006 SJ373               | 16 settembre 2006 | Becker, A. C.     |

## 299901-300000
| Nome     | Designazione provvisoria | Data di scoperta  | Scopritore            |
| -------- | ------------------------ | ----------------- | --------------------- |
| 299901 - | 2006 SJ374               | 16 settembre 2006 | Becker, A. C.         |
| 299902 - | 2006 SR374               | 16 settembre 2006 | Becker, A. C.         |
| 299903 - | 2006 SJ375               | 17 settembre 2006 | Becker, A. C.         |
| 299904 - | 2006 SJ377               | 17 settembre 2006 | Becker, A. C.         |
| 299905 - | 2006 SM380               | 27 settembre 2006 | Becker, A. C.         |
| 299906 - | 2006 SO380               | 27 settembre 2006 | Becker, A. C.         |
| 299907 - | 2006 SX382               | 28 settembre 2006 | Becker, A. C.         |
| 299908 - | 2006 ST390               | 17 settembre 2006 | Spacewatch            |
| 299909 - | 2006 SZ391               | 19 settembre 2006 | LONEOS                |
| 299910 - | 2006 SB394               | 30 settembre 2006 | Spacewatch            |
| 299911 - | 2006 SV397               | 26 settembre 2006 | Spacewatch            |
| 299912 - | 2006 SK398               | 16 settembre 2006 | Spacewatch            |
| 299913 - | 2006 SZ400               | 26 settembre 2006 | Spacewatch            |
| 299914 - | 2006 SW404               | 30 settembre 2006 | Mt. Lemmon Survey     |
| 299915 - | 2006 SD405               | 28 settembre 2006 | Mt. Lemmon Survey     |
| 299916 - | 2006 SG406               | 20 settembre 2006 | Spacewatch            |
| 299917 - | 2006 SR407               | 24 settembre 2006 | Spacewatch            |
| 299918 - | 2006 SQ409               | 17 settembre 2006 | Spacewatch            |
| 299919 - | 2006 TZ                  | 3 ottobre 2006    | Birtwhistle, P.       |
| 299920 - | 2006 TZ2                 | 2 ottobre 2006    | Spacewatch            |
| 299921 - | 2006 TM4                 | 2 ottobre 2006    | Mt. Lemmon Survey     |
| 299922 - | 2006 TY6                 | 4 ottobre 2006    | Birtwhistle, P.       |
| 299923 - | 2006 TP8                 | 4 ottobre 2006    | Mt. Lemmon Survey     |
| 299924 - | 2006 TW8                 | 11 ottobre 2006   | Spacewatch            |
| 299925 - | 2006 TW10                | 12 ottobre 2006   | Spacewatch            |
| 299926 - | 2006 TE11                | 13 ottobre 2006   | Spacewatch            |
| 299927 - | 2006 TC15                | 11 ottobre 2006   | Spacewatch            |
| 299928 - | 2006 TQ18                | 11 ottobre 2006   | Spacewatch            |
| 299929 - | 2006 TG21                | 11 ottobre 2006   | Spacewatch            |
| 299930 - | 2006 TZ23                | 11 ottobre 2006   | Spacewatch            |
| 299931 - | 2006 TH27                | 12 ottobre 2006   | Spacewatch            |
| 299932 - | 2006 TF33                | 12 ottobre 2006   | Spacewatch            |
| 299933 - | 2006 TJ34                | 12 ottobre 2006   | Spacewatch            |
| 299934 - | 2006 TH35                | 12 ottobre 2006   | Spacewatch            |
| 299935 - | 2006 TH38                | 12 ottobre 2006   | Spacewatch            |
| 299936 - | 2006 TU38                | 12 ottobre 2006   | Spacewatch            |
| 299937 - | 2006 TU39                | 12 ottobre 2006   | Spacewatch            |
| 299938 - | 2006 TP40                | 12 ottobre 2006   | Spacewatch            |
| 299939 - | 2006 TP42                | 12 ottobre 2006   | Spacewatch            |
| 299940 - | 2006 TG43                | 12 ottobre 2006   | Spacewatch            |
| 299941 - | 2006 TK43                | 12 ottobre 2006   | Spacewatch            |
| 299942 - | 2006 TB48                | 12 ottobre 2006   | Spacewatch            |
| 299943 - | 2006 TX50                | 12 ottobre 2006   | Spacewatch            |
| 299944 - | 2006 TD52                | 12 ottobre 2006   | Spacewatch            |
| 299945 - | 2006 TU53                | 12 ottobre 2006   | Spacewatch            |
| 299946 - | 2006 TR54                | 12 ottobre 2006   | NEAT                  |
| 299947 - | 2006 TC55                | 12 ottobre 2006   | NEAT                  |
| 299948 - | 2006 TT56                | 14 ottobre 2006   | Eskridge              |
| 299949 - | 2006 TD59                | 13 ottobre 2006   | Spacewatch            |
| 299950 - | 2006 TQ59                | 13 ottobre 2006   | Spacewatch            |
| 299951 - | 2006 TM60                | 13 ottobre 2006   | Spacewatch            |
| 299952 - | 2006 TS60                | 14 ottobre 2006   | Bickel, W.            |
| 299953 - | 2006 TP63                | 10 ottobre 2006   | NEAT                  |
| 299954 - | 2006 TX65                | 11 ottobre 2006   | Spacewatch            |
| 299955 - | 2006 TC68                | 11 ottobre 2006   | NEAT                  |
| 299956 - | 2006 TD71                | 11 ottobre 2006   | NEAT                  |
| 299957 - | 2006 TB72                | 11 ottobre 2006   | NEAT                  |
| 299958 - | 2006 TB73                | 11 ottobre 2006   | NEAT                  |
| 299959 - | 2006 TM76                | 11 ottobre 2006   | NEAT                  |
| 299960 - | 2006 TY77                | 12 ottobre 2006   | NEAT                  |
| 299961 - | 2006 TU78                | 12 ottobre 2006   | NEAT                  |
| 299962 - | 2006 TV78                | 12 ottobre 2006   | NEAT                  |
| 299963 - | 2006 TH79                | 12 ottobre 2006   | Spacewatch            |
| 299964 - | 2006 TQ79                | 13 ottobre 2006   | Spacewatch            |
| 299965 - | 2006 TK81                | 13 ottobre 2006   | Spacewatch            |
| 299966 - | 2006 TS82                | 13 ottobre 2006   | Spacewatch            |
| 299967 - | 2006 TS90                | 13 ottobre 2006   | Spacewatch            |
| 299968 - | 2006 TV90                | 13 ottobre 2006   | Spacewatch            |
| 299969 - | 2006 TL93                | 15 ottobre 2006   | Spacewatch            |
| 299970 - | 2006 TG95                | 13 ottobre 2006   | Lin, C.-S., Ye, Q.-z. |
| 299971 - | 2006 TS95                | 12 ottobre 2006   | Spacewatch            |
| 299972 - | 2006 TP96                | 12 ottobre 2006   | NEAT                  |
| 299973 - | 2006 TG100               | 15 ottobre 2006   | Spacewatch            |
| 299974 - | 2006 TQ102               | 15 ottobre 2006   | Spacewatch            |
| 299975 - | 2006 TF110               | 13 ottobre 2006   | Spacewatch            |
| 299976 - | 2006 TT111               | 1º ottobre 2006   | Becker, A. C.         |
| 299977 - | 2006 TA112               | 1º ottobre 2006   | Becker, A. C.         |
| 299978 - | 2006 TH112               | 1º ottobre 2006   | Becker, A. C.         |
| 299979 - | 2006 TT119               | 11 ottobre 2006   | Becker, A. C.         |
| 299980 - | 2006 TD121               | 12 ottobre 2006   | Becker, A. C.         |
| 299981 - | 2006 TM121               | 2 ottobre 2006    | Mt. Lemmon Survey     |
| 299982 - | 2006 TC124               | 2 ottobre 2006    | Mt. Lemmon Survey     |
| 299983 - | 2006 TW125               | 13 ottobre 2006   | Spacewatch            |
| 299984 - | 2006 TC126               | 13 ottobre 2006   | Spacewatch            |
| 299985 - | 2006 UQ8                 | 16 ottobre 2006   | CSS                   |
| 299986 - | 2006 UN9                 | 16 ottobre 2006   | Spacewatch            |
| 299987 - | 2006 UW11                | 17 ottobre 2006   | Mt. Lemmon Survey     |
| 299988 - | 2006 UT13                | 17 ottobre 2006   | Mt. Lemmon Survey     |
| 299989 - | 2006 UF14                | 17 ottobre 2006   | Mt. Lemmon Survey     |
| 299990 - | 2006 UE15                | 17 ottobre 2006   | Mt. Lemmon Survey     |
| 299991 - | 2006 UV15                | 17 ottobre 2006   | Mt. Lemmon Survey     |
| 299992 - | 2006 UY15                | 17 ottobre 2006   | Mt. Lemmon Survey     |
| 299993 - | 2006 US19                | 16 ottobre 2006   | Spacewatch            |
| 299994 - | 2006 UK20                | 16 ottobre 2006   | Spacewatch            |
| 299995 - | 2006 UJ24                | 16 ottobre 2006   | Spacewatch            |
| 299996 - | 2006 UL26                | 16 ottobre 2006   | Spacewatch            |
| 299997 - | 2006 UE27                | 16 ottobre 2006   | Spacewatch            |
| 299998 - | 2006 UU28                | 16 ottobre 2006   | Spacewatch            |
| 299999 - | 2006 UE30                | 16 ottobre 2006   | Spacewatch            |
| 300000 - | 2006 UW30                | 16 ottobre 2006   | Spacewatch            |